# Cirrhilabrus rubripinnis
Cirrhilabrus rubripinnis là một loài cá biển thuộc chi Cirrhilabrus trong họ Cá bàng chài. Loài này được mô tả lần đầu tiên vào năm 1980.

## Từ nguyên
Từ định danh rubripinnis được ghép bởi hai âm tiết trong tiếng Latinh, ruber ("đỏ") và pinnis ("vây, cánh"), hàm ý đề cập đến màu đỏ tươi của các vây ở cá đực và cả cá cái (trừ vây ngực và vây đuôi).

## Phạm vi phân bố và môi trường sống
C. rubripinnis được tìm thấy tại Philippines và Indonesia. Loài này sinh sống gần các rạn san hô trên nền đá vụn ở độ sâu khoảng 2–40 m.

## Mô tả
Chiều dài lớn nhất được ghi nhận ở C. rubripinnis là 9,1 cm. Vây đuôi gần như bo tròn ở cả cá đực và cá cái. Mống mắt có màu cam. Vây bụng của cá đực rất dài.
Cá cái có màu đỏ cam nhạt với một đốm đen ngay cuống đuôi. Vây lưng và vây hậu môn màu đỏ nhạt, màu vàng nhạt ở gốc. Vây đuôi có các tia màu vàng và màng vây phớt đỏ. Vây bụng màu hồng nhạt.
Cá đực màu đỏ cam; vùng bụng sáng màu hơn, đôi khi là màu trắng. Vảy cá ở vùng cuống họng có màu xanh lam sáng. Vây lưng, vây hậu môn và vây bụng có màu đỏ tươi. Vây lưng và vây hậu môn có các hàng đốm xanh ánh kim, và cũng như vây đuôi, đều có viền xanh óng ở rìa. Vây đuôi có màu vàng cam, lốm đốm các vệt xanh.
Cá đực mùa giao phối sẫm màu cam ở vùng đầu và ngực, vùng thân còn lại cam nhạt hơn và có thêm một vệt trắng ngay sau vây ngực, trải dài từ vây lưng đến vây bụng. Vảy ở họng chuyển thành màu xanh coban, lan rộng xuống gốc vây bụng. Các vây có màu đỏ tía, và vây đuôi chuyển sang màu đỏ thắm.
Số gai ở vây lưng: 11; Số tia vây ở vây lưng: 9; Số gai ở vây hậu môn: 3; Số tia vây ở vây hậu môn: 9; Số tia vây ở vây ngực: 15; Số gai ở vây bụng: 1; Số tia vây ở vây bụng: 5; Số lược mang: 14.

## Phân loại học
C. rubripinnis nằm trong một nhóm phức hợp loài cùng với các loài Cirrhilabrus cyanogularis, Cirrhilabrus filamentosus và Cirrhilabrus tonozukai, đặc trưng bởi các tia gai vươn dài ở vây lưng, vây bụng dài và lớp vảy xanh lam óng dưới ngực.

## Sinh thái học
Thức ăn của C. rubripinnis là các loài động vật phù du. C. rubripinnis sống theo từng nhóm, một con đực thường sống cùng với nhiều con cái và tạo thành một hậu cung.

## Thương mại
C. rubripinnis được thu thập trong ngành buôn bán cá cảnh, và được bán với giá 20–40 USD một con tại Hoa Kỳ.